# Республіканська премія імені Тараса Шевченка — лауреати 1968 року
Державні премії УРСР імені Тараса Шевченка в галузі літератури і мистецтва 1968 року були присуджені на засіданні Урядового республіканського комітету по преміях імені Т. Г. Шевченка. Розмір премії — 2500 карбованців.

## Список лауреатів
| Галузь                           | Лауреат | Обґрунтування |
| -------------------------------- | --- | --- |
| Література                       | Новиченко Леонід Миколайович                                                                                            | за книгу літературно-критичних нарисів і портретів «Не ілюстрація — відкриття!».                                       |
| Образотворче мистецтво           | Василащук Ганна Василівна Верес Ганна Іванівна                                                                          | за цикл українських народних тканих рушників, створених у 1965—1967 роках.                                             |
| Концертно-виконавська діяльність | Художні керівники Українського народного хору: Верьовка Григорій Гурійович (посмертно) Авдієвський Анатолій Тимофійович | за створення високохудожніх концертних програм Державного заслуженого українського народного хору імені Г. Г. Верьовки |